# Kalleshave
Kalleshave er en landsby i Agtrup kommune i Sydslesvig; Læk Sogn, Kær Herred. Før den nuværende landegrænse af 1920 hørte området til Tønder Amt.
»Kalleshave ligger øst for landsbyen Agtrup, der er en del af Læk sogn. Kalleshave er en bebyggelse bestående af 14-15 mindre landejendomme beliggende langs landevejen mellem Læk og Medelby«.
Stednavnet er første gang nævnt 1592, den dialektale form er Kalles'haw. Navnet er afledt af mandsnavn Kalle og subst. -have. Landsbyen er især kendt som hjemsted for Andresen-familien, der har været aktiv i det danske mindretal, som beskrevet af Søren Ryge Petersen, der voksede op i Agtrup som søn af den danske lærer i byen. Hans kandidatafhandling omhandlede sprogforholdene i området med både dansk, sønderjysk, tysk og plattysk sprog.